# Superliga de Kosovo 2008-09
La Superliga de Kosovo 2008-09 (Raiffeisen Superliga e Futbollit të Kosovës) fue la 10.ª edición del campeonato de fútbol de primer nivel en Kosovo y la segunda tras la declaración de la independencia. La temporada comenzó el 30 de agosto de 2008 y terminó el 20 de junio de 2009. El campeón fue el KF Prishtina.

## Sistema de competición
Un total de 16 equipos participaron entre sí todos contra todos 2 veces, totalizando 30 fechas. Al final de la temporada el primer clasificado se proclamó campeón. por otro lado los seis últimos clasificados descendieron a la Liga e Parë.

## Equipos participantes
| Club            | Ciudad    |
| --------------- | --------- |
| Besa Pejë       | Peć       |
| Besiana         | Podujevo  |
| Drenica         | Skenderaj |
| Drita           | Gjilan    |
| Ferizaj         | Ferizaj   |
| Flamurtari      | Pristina  |
| Gjilani         | Gjilan    |
| Hysi            | Podujevo  |
| Istogu          | Peć       |
| 2 Korriku       | Pristina  |
| Kosova Vushtrri | Vučitrn   |
| Prishtina       | Pristina  |
| Trepça          | Mitrovica |
| Trepça'89       | Mitrovica |
| Vëllaznimi      | Gjakova   |
| Ulpiana         | Lipljan   |

## Tabla de posiciones
|    | Equipo             | PJ | PG | PE | PP | GF | GC | Dif | Pts |
| -- | ------------------ | -- | -- | -- | -- | -- | -- | --- | --- |
| 1  | KF Prishtina       | 30 | 16 | 9  | 5  | 46 | 25 | 21  | 57  |
| 2  | KF Besa            | 30 | 14 | 8  | 8  | 43 | 31 | 12  | 50  |
| 3  | KF Vëllaznimi      | 30 | 13 | 10 | 7  | 43 | 30 | 13  | 49  |
| 4  | KF Trepça          | 30 | 14 | 7  | 9  | 46 | 44 | 2   | 49  |
| 5  | KF Kosova Vushtrri | 30 | 13 | 9  | 8  | 42 | 30 | 12  | 48  |
| 6  | KF Gjilani         | 30 | 14 | 5  | 11 | 40 | 32 | 8   | 47  |
| 7  | KF Hysi            | 30 | 13 | 7  | 10 | 53 | 35 | 18  | 46  |
| 8  | KF Ferizaj         | 30 | 14 | 4  | 12 | 56 | 51 | 5   | 46  |
| 9  | KF Flamurtari      | 30 | 14 | 4  | 12 | 45 | 45 | 0   | 46  |
| 10 | KF Drenica         | 30 | 13 | 6  | 11 | 49 | 39 | 10  | 45  |
| 11 | KF Trepça'89       | 30 | 11 | 9  | 10 | 36 | 31 | 5   | 42  |
| 12 | KF Ulpiana         | 30 | 11 | 3  | 16 | 35 | 47 | -12 | 36  |
| 13 | KF Istogu          | 30 | 9  | 5  | 16 | 38 | 53 | -15 | 32  |
| 14 | KF 2 Korriku       | 30 | 8  | 5  | 17 | 38 | 56 | -18 | 29  |
| 15 | KF Besiana         | 30 | 8  | 2  | 20 | 26 | 69 | -43 | 26  |
| 16 | KF Drita           | 30 | 6  | 5  | 19 | 34 | 52 | -18 | 23  |

|  | Campeón de Kosovo         |
|  | Descenso a la Liga e Parë |